# クロンメリン (小惑星)
クロンメリン (1899 Crommelin) は、小惑星帯の小惑星の一つ。ルボシュ・コホーテクがハンブルク天文台で発見した。
彗星の発見などで知られるイギリスの天文学者、アンドリュー・クロンメリンに因んで名付けられた。